# Frank Schneider
Frank Schneider (Strasburgo, 11 maggio 1979) è un arbitro di calcio francese.

## Carriera
Il 7 agosto 2009 dirige la prima partita in Ligue 2 tra Clermont Foot e Arles.  Il 5 marzo 2011 arbitra il primo incontro di Ligue 1 tra Auxerre e Paris Saint-Germain.
Internazionale dal 2016, il 21 luglio ha arbitro l'incontro dei preliminari di Europa League tra Hajduk Spalato e Politehnica Iași.
Il 1º aprile 2017 è stato il primo arbitro alsaziano a dirigere una finale di Coupe de la Ligue.